# Jamaica nos Jogos Paralímpicos de Verão de 1968
Jamaica participou dos Jogos Paralímpicos de Verão de 1968, que foram realizados na cidade de Tel Aviv, em Israel, entre os dias 4 e 13 de novembro de 1968.
A delegação encerrou a participação com 5 medalhas, das quais 1 de ouro.